# HK M27步兵自動步槍
M27 步兵自動步槍（英語：M27 Infantry Automatic Rifle，簡稱：M27、IAR或M27 IAR，以下簡稱為M27 IAR）是一款5.56毫米口徑可切換射擊模式的突擊步槍，主要基於德國軍火製造商黑克勒&科赫所生產的HK416 北約5.56×45毫米口徑突擊步槍的16.5英吋（419.1毫米）之重槍管版本，目前由美國海軍陸戰隊（英語：United States Marine Corps，簡稱：USMC）使用，主要用途在於增強全自動步槍手（英語：automatic rifleman）的機動性。
起初美國海軍陸戰隊計劃購置6,500支M27以替換步兵單位（英語：Infantry）和輕裝甲偵察營中自動步槍兵單位（英語：Light Armored Reconnaissance Battalions）所使用的部分M249班用自動武器（英語：Squad Automatic Weapon）。同時維持大約8,000——10,000挺M249 SAW繼續在美國海軍陸戰隊服役，並且由連長自行決定使用時機。
2017年12月時，美國海軍陸戰隊宣布將為步兵班的每個成員配備M27 IAR。 
2021年5月，美國海軍陸戰隊第二偵察營開始測試評估搭配現有M27下機匣使用，稱為11吋偵察武器套件（英語：URG 11″ Recon Weapon Kit）的上機匣總成，該套件是基於416A5的設計，包含上機匣、11英吋的短槍管和沒有摺疊準心的9英吋導軌護木，並且有A5的免工具快調兩段式可調導氣座，能在一般和消音器模式切換。目前該套件已正式開始配發偵察營包含武裝偵察連。

## 歷史

### 背景
1985年，在美軍陸軍採用M249 SAW的一年之後，美國海軍陸戰隊亦採用了它。採購是一個武器投入服役水平的決定，因為該武器被陸軍採用了的話，根據某項契約上的方法，海軍陸戰隊員亦可以使用。彈鏈供彈的M249 SAW雖然具備高度火力容量，但卻是較為沉重且不可靠，容易導致機槍手無法跟上步槍兵的移動速度，導致這款機槍較不適合用於需要不斷移動的城鎮戰。

### 步兵自動步槍
1999年，美國海軍陸戰隊發布的普遍需要聲明（英語： Universal Needs Statement ，簡稱：UNS）當中，即已經指出了士兵對於IAR這種武器定位的需求。
大約在2000年時，海軍陸戰隊第1師第2營第7海軍陸戰隊團透過進行初步、有限度的步兵自動步槍試驗，基於此確定了步兵存有對於輕型全自動步槍（英語：light automatic rifle）的需求。其指出，輕型步兵步槍（英語：lighter infantry rifle）和重型自動步槍（英語：heavily built automatic rifle）之間的主要區別，在於後者於持續全自動連續射擊的狀態下，不易產生卡殼等射擊堵塞或是槍管、上機匣因過熱而失去準確性的情況。關於IAR正式計劃開始之前，普遍需要聲明（英語： Universal Needs Statement ，簡稱：UNS）花費了6年的時間，才列出了IAR的必要要求性能列表。
2005年7月14日，步兵自動步槍計劃正式開始，海軍陸戰隊向武器製造商正式發出了採購資訊請求（英語： Requests For Information ，簡稱：RFI），武器要求的特性必須包括：必須具備便攜性和機動性；外觀需要與班內其他步槍相似，降低射手容易引起敵人特別以火力攻擊的可能性；射手在參予反叛亂行動（英語：Counterinsurgency，簡稱：COIN）的情況下，能夠維持高火力輸出的能力......等等。起初在測試的時候，100發的大容量彈匣表現度並不可靠，因此美國海軍陸戰隊放棄了對最小容量為100發彈匣的最初要求，取而代之的是30發STANAG彈匣，必須是使用5.56×45毫米口徑，並且不使用彈鏈供彈，以達到與目前使用的制式步槍之間共通使用。
2006年，美國海軍陸戰隊分別和3家公司簽訂契約，得由其提供IAR的樣槍投入部隊進行測試，分別是埃斯塔勒國營工廠（FN，推出一款FN SCAR-L的IAR衍生型，在半自動模式下為閉鎖擊發／而全自動模式下為開放式擊發以增進散熱效果，即具備兩種的槍機閉鎖模式）、黑克勒&科赫（推出一款HK416的IAR衍生型，為16.5英吋重槍管自動步槍版本）和柯爾特防務公司（推出了兩種相互競爭的設計）。
其他企圖加入競標測試的公司，尚包括：陸戰資源公司（英語：Land Warfare Resources Corporation，推出一款M6的IAR衍生型：M6A4 IAR）、愛國者軍械廠（英語：Patriot Ordnance Factory）和通用動力武器與技術產品公司（英語：General Dynamics Armament and Technical Products）為新加坡技術動力（英語：ST Kinetics，簡稱：ST Kinetics，代理Ultimax 100 Mk 5，並且命名為GDATP IAR），但它們最終都沒有獲海軍陸戰隊批准提供其樣槍加入測試。
在2009年12月，黑克勒&科赫所提出的IAR樣槍，擊敗了其他的三種競標樣槍，進入最後5個月的測試，並最終在2010年夏天通過測試，正式命名為“M27 IAR”，並會以360萬美元購買6,500枝的M27 IAR。巧合的是，M27這個名稱與美國海軍陸戰隊第2營第7海軍陸戰隊共用，而該部隊也是自2001年以來一直在測試全自動步槍的部隊。

### 測試及配發使用
在海軍陸戰隊作戰測試評估處（英語：Marine Corps Operational Test and Evaluation Activity，簡稱：MCOTEA）在 二十九棕櫚村 （MCAGCC Twentynine Palms）、麥考伊堡（Fort McCoy）和謝爾比營地（Camp Shelby）進行了進一步測試（分別針對灰塵、寒冷天氣和炎熱天氣的條件）後，有限度配發的458枝IAR至四個步兵營（每個海軍陸戰隊遠征軍一個預備隊一個）和一個輕型裝甲偵察營（英語：USMC Light Armored Reconnaissance），所有這些營均於2011年部署到阿富汗。
在2011年5月，海軍陸戰隊司令詹姆斯·阿莫斯上將為有限度使用測試（英語：Limited User Evaluation，簡稱：LUE）做出結論，下令以M27 IAR取代M249 SAW。到2013年完成了大約6,500枝M27的配發，耗資1300萬美元。每個M27射手將配備大約22個STANAG 4179標準可拆卸式30發彈匣，此點與目前使用M16步槍和M4卡賓槍的士兵類型接近，也約等同於使用M249 SAW的射手所攜帶子彈的總量，儘管，M27射手所攜帶的彈匣總量並不一定會達到22個。每位射手的攜帶子彈數量將取決於使用單位的級別，並根據使用單位評估結果而異。儘管IAR項目的官員們意識到，從彈鏈式供彈 M249 切換至彈匣供彈的M27，意味著壓制火力能力的喪失或減弱，但海軍陸戰隊戰鬥發展與整合辦公室（英文：Marine Corps' Combat Development and Integration Office）的查爾斯·克拉克三世（Charles Clark III）仍然認為，M27大幅提高全自動射擊的精確度，是決定替換 M249 SAW的一個關鍵重要性因素。

### 關於火力壓制的爭論
儘管海軍陸戰隊系統司令部（英語：Marine Corps Systems Command）對於操作上測試的態度樂觀，海軍陸戰隊前司令詹姆斯·T·康威上将仍然對此抱持著懷疑的態度，因為降低步兵伍的火力等級並非一個可行的選擇。雖然他曾經授權向450種測試中的武器撥款，但是M27 IAR將要得到他的批准，方可在生產以前得到資助。他認為，雖然以彈鏈供彈的M249 SAW的精度不太高，但它能夠提供自動步槍所不可能超過的火力優勢。一枝彈匣供彈式步槍將不得不更經常地重新裝填而無法持續射擊。而為機槍手攜帶額外的彈匣的班隊成員可能在交火的過程中位於一個無法IAR供應彈藥的位置。此外，SAW具有一直以來的戰鬥驗證，而且陸軍方亦沒有追求IAR或類似的概念。
M27 IAR的其中一道概念，即是壓制火力的能力減弱，已經在“M249 SAW於步兵班之中達到壓制火力的重要性”的支持者與相對地主張“一枝更輕便、更容易操作和高精度武器是足以支持步兵班於進攻作戰的水平”的支持者之間催生了相當大的爭論。而事實上，相關計劃的官員並毫無掩飾地承認喪失壓制火力的能力，而作為唯一關注這一概念的陳述並是由詹姆斯·T·康威上将所作的，這本身並是值得商榷的事。
除了提高精度，建議以M27 IAR取代M249 SAW的另一個好處是，它在許多的零配件方面都很像小隊的其餘成員的M4卡賓槍修改型，並與M16步槍／M4卡賓槍兩者通用，以便使用者按自身需要進行修改。這使得它更適合在室內使用，並在其他擁擠的情況下減少了其尺寸和重量，使用者可以更快和更容易使用和處理。雖然其近身距離作戰表現較不理想，它在這方面的表現仍然遠遠比M249出色。
使用班用自動武器時，火力壓制學說就是以連續射擊的聲音與接近敵人的彈著點。而M249射擊時的噪音不但有可能會較大，而且會較不準確。有經驗的部隊使用它來迎擊時，如襲來的子彈是不夠接近的話，都不太可能去躲避子彈。而當使用步兵自動步槍時，該學說是需要體積更小的射擊武器，並具有更好的精度。需要使用的子彈更少和在更多的情況下，自動步槍手可以在戰鬥中保持更長的時間。

## 戰鬥評論

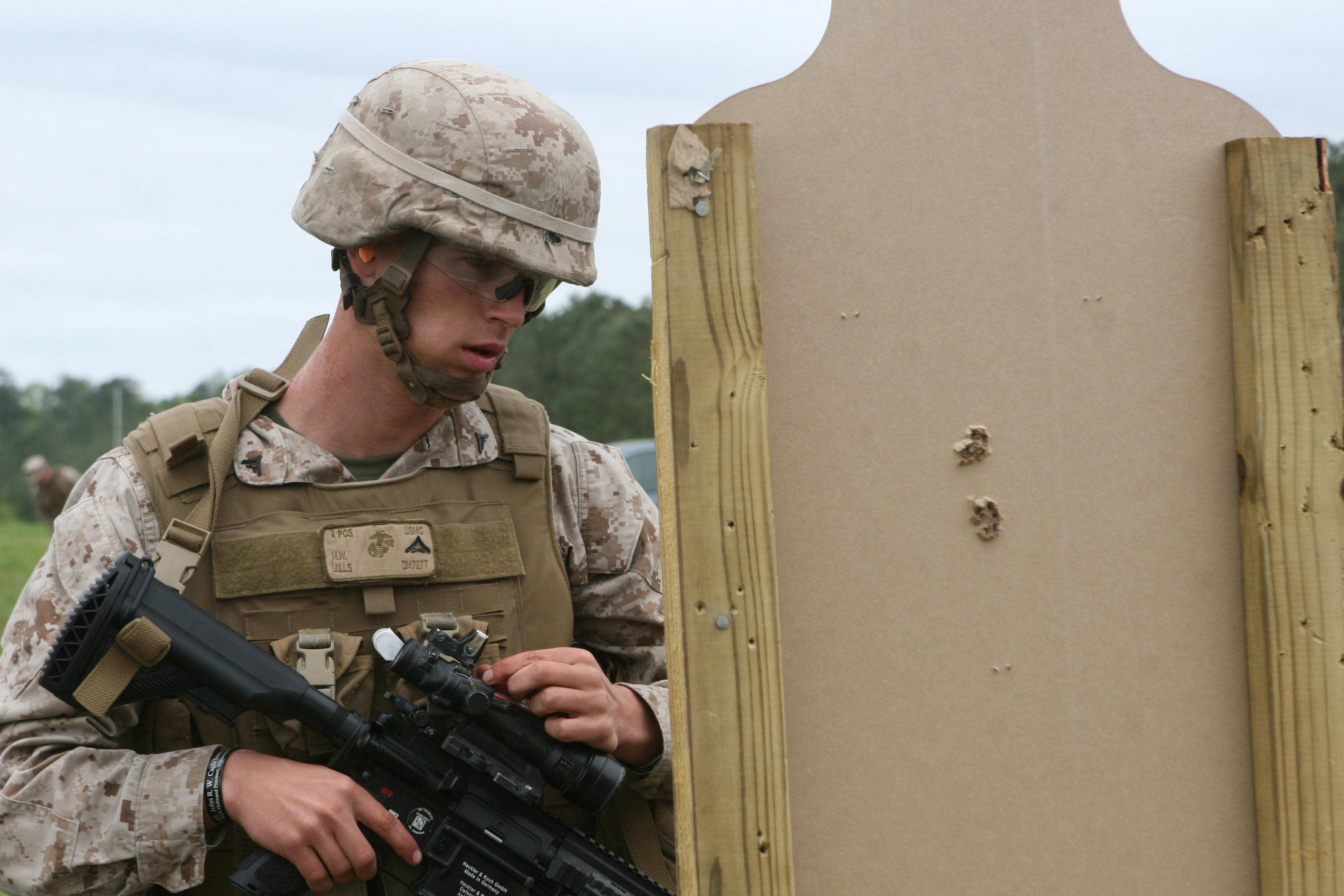
海軍陸戰隊士兵檢查由HK M27步兵自動步槍射出的兩組彈孔組成的彈著區。

第3海軍陸戰隊第1營的成員在2011年4月帶著84枝M27 IAR被部署到阿富汗。以前使用M249 SAW的機槍手最初不喜歡M27，但也隨著時間的推移都對它加以讚賞。它的總重達到4.08公斤（9磅），比總重大約9.98公斤（22磅）的M249 SAW為輕便，這在5小時時間的超長任務的時候，可是一個顯著的差異。機槍手表示這是“合兩款武器為一”，能夠準確地作單發射擊達到800公尺（874.89码，2,624.67英尺），並且具備全自動射擊。它還融入了標準型M16制式步槍的風格，讓敵人不知道誰是機槍手。營隊領導也看到了M27在全自動射擊時比M249 SAW更容易控制，使得它在防止間接傷害的表現上也更為出色。而被密切關注的火力損失範圍則通過於2010年12月所編制的培訓課程來彌補。
使用M249 SAW時，壓制的想法是火力體積和機槍的聲音；而使用M27 IAR時，壓制的想法轉移到精確火力攻勢，因為它在長距離時具有步槍的精度，而在短距離時則有自動射擊火力。射手在俯臥姿勢時，轉變為具有700公尺（765.53码，2,296.59英尺）內的遠距離精確火力，和在200公尺（218.72码，656.17英尺）內的短至中距離壓制火力。在戰鬥中，甚至有些使用M27的機槍手已經被視作為精確射手。一名M27機槍手的1發瞄準目標射擊已經具有從M249 SAW機槍手發射的3或4發全自動射擊的效果，而且還具有更重的體積與精確的分組的選項。
海軍陸戰隊隊員接收到正式服役的M27 IAR，並享受到M4卡賓槍風格武器的熟悉感。由於更乾淨的操作系統，輕量級系統具有運動部件少和減少卡彈的優點，對於士兵及部隊而言更為合適。使用M27 IAR的機槍手得到了步槍等級的精度，相對於M249 SAW而言是一個巨大的進步，儘使這樣會失去持續射擊能力。由於財政預算萎縮的問題，目前海軍陸戰隊正在尋找方法，使IAR作為一種多用途武器的理念可以實現。建議當中包括自動步槍和精確射手步槍用途，後者是用以取代班隊先進射手的角色。此外，自由浮動式护木讓該槍的精度改進至達到約2 MOA的水平，這要比M16A4步槍的4.5 MOA出色。其成果是M38精確射手步槍。

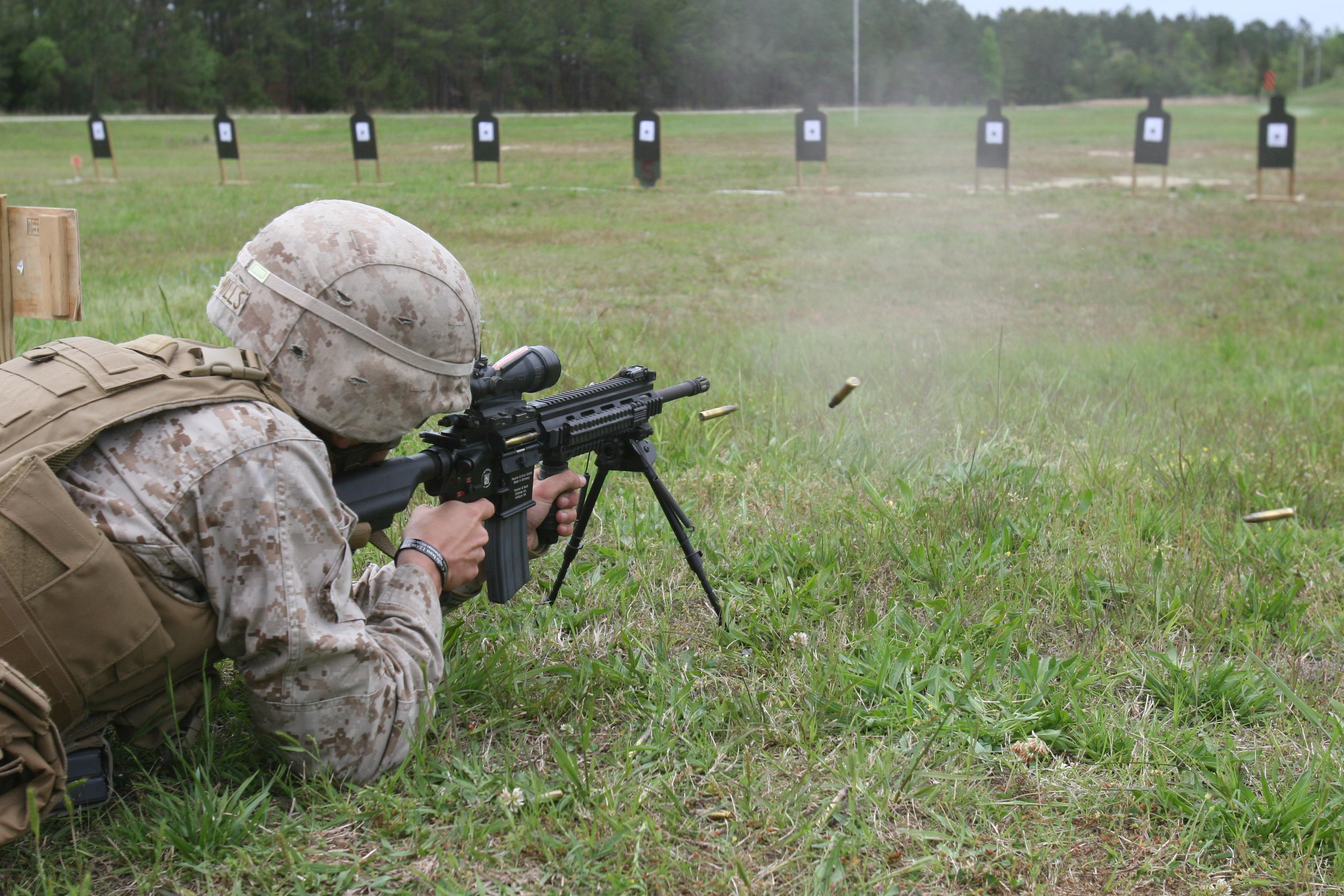
HK M27步兵自動步槍全自動射擊。

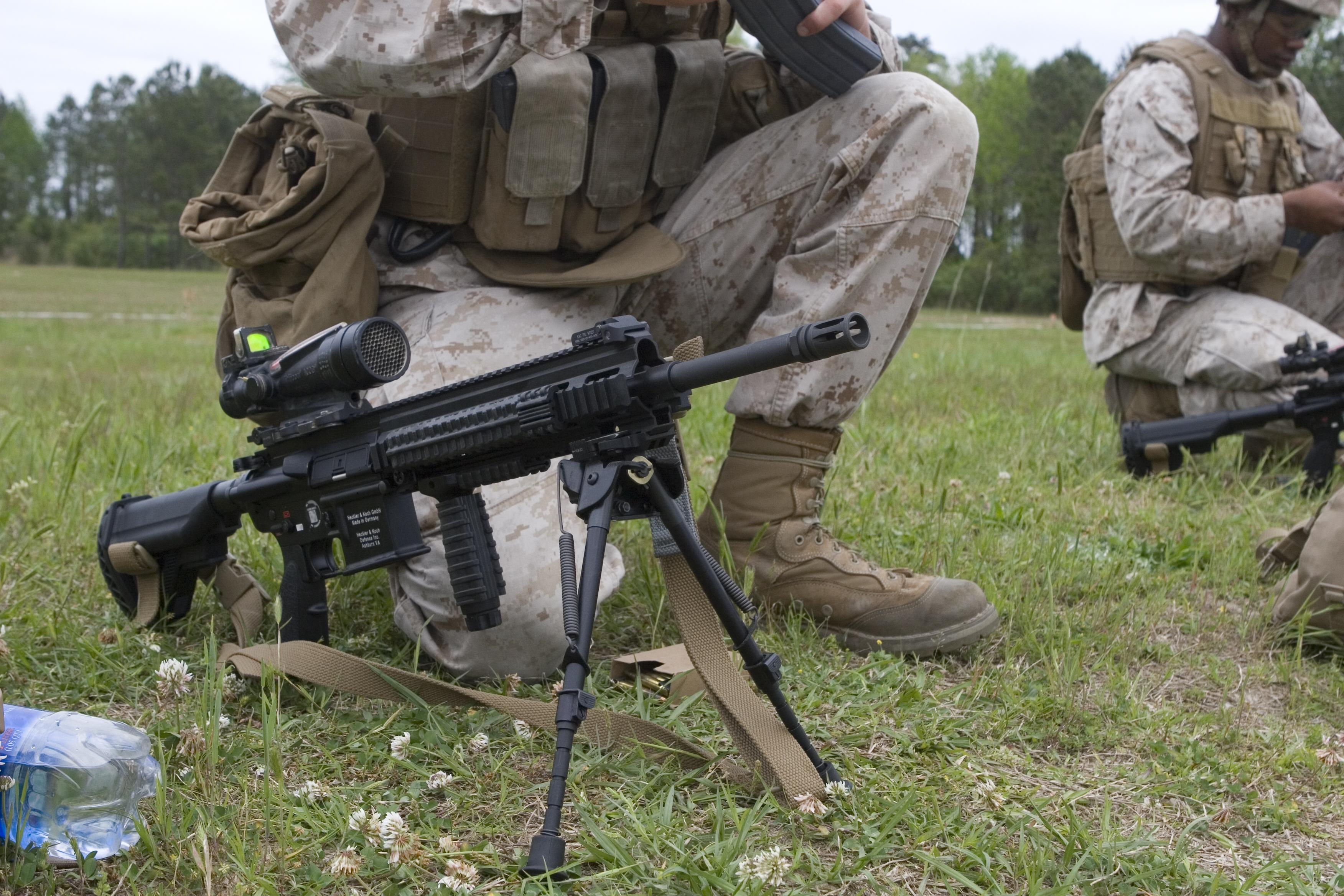
裝上兩腳架並置於地上的HK M27步兵自動步槍。

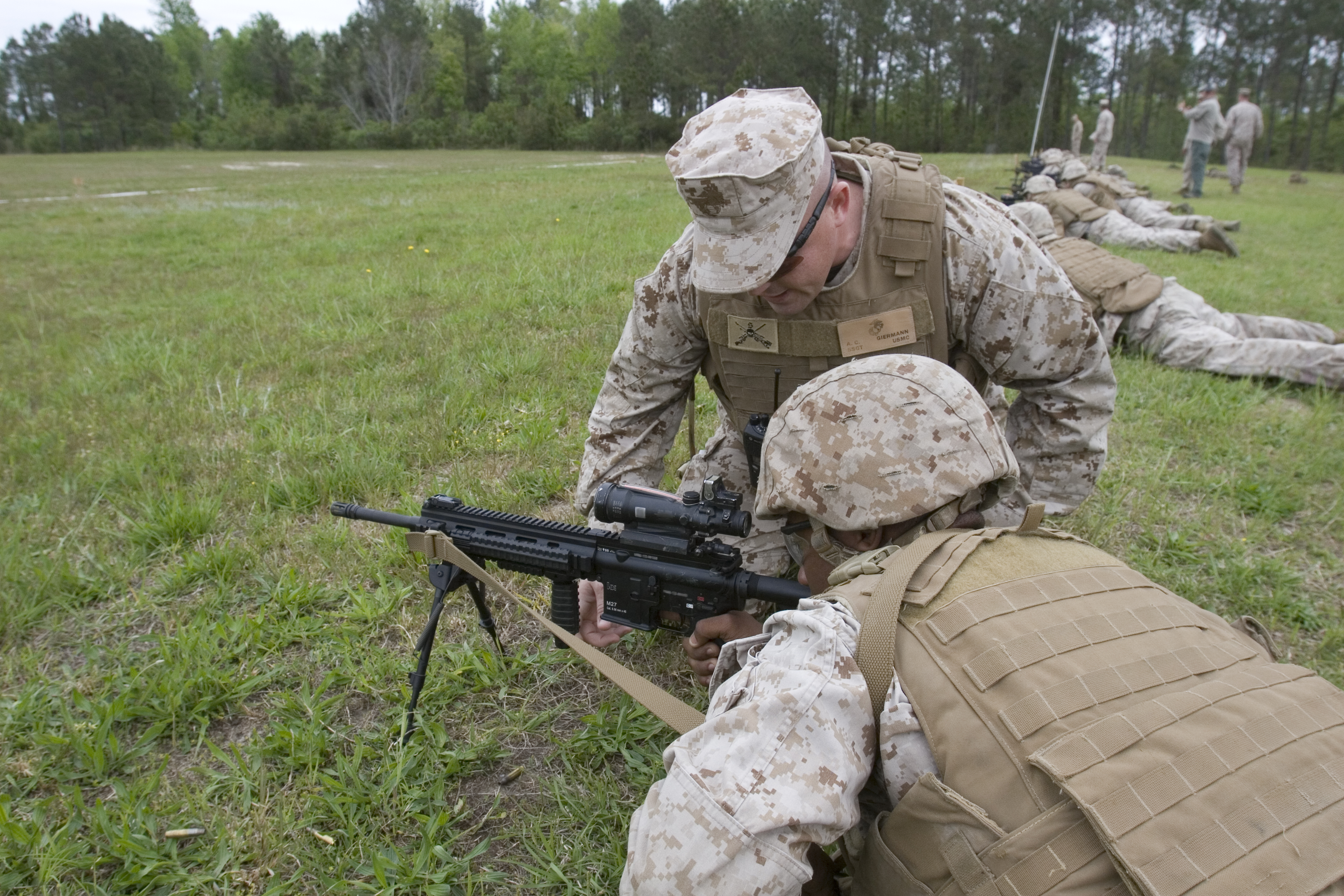
HK M27步兵自動步槍使用訓練。

## 設計細節
M27 IAR的設計和技術都是由HK416改進而成，而HK416本身就是以M4卡賓槍（M16步槍的14.5英吋槍管卡賓槍）作為藍本，保留原來的轉拴式槍栓，但是將其原來的直接導氣改為HK G36的短行程導氣活塞傳動系統。整體而言，它是一枝氣動式短行程活塞傳動及轉拴式槍機型自動步槍。
自由浮動式槍管是由具有4條MIL-STD-1913戰術導軌的前護木所包覆，而後者可用以安裝戰術及光學配件。採用了簡單的氣體活塞式步槍系統的M27 IAR所需要的故障解決時間比M249要縮短許多。M27 IAR的槍機組設計與M16A4步槍極為相似，可以裝上M16A4並且上膛閉鎖，但相對地後者的槍機機框卻不能裝入M27 IAR內並且使用。而M27在5.56毫米以外可替代的其他口徑亦正在考慮。

### 應用
M27 IAR將會分發給每支四人隊伍1枝，每班3枝，每连28枝，每步兵營84枝，以及每輕型裝甲偵察營72枝，整個海軍陸戰隊共計為4,476枝。9挺M249 SAW仍可作為每連的儲備使用。

### 氣動系統
M27 IAR所採用的短行程活塞傳動型氣動系統在AR-15系列上的好處是射擊時火藥燃燒後剩下的污物和積碳殘渣都不會像原來的直接導氣般殘留在槍機和上機匣以內，這使得M27 IAR的清潔保養不致頻繁。
其活塞傳動系統由活塞桿、活塞和導氣座所組成。活塞桿運動距離不超過25.4毫米（1英吋）。活塞位於導氣座以內，槍管上的導氣孔孔徑比HK416的略大，這一設計上的變化也使得M27 IAR的可靠性相比HK416更進一步提高。
氣體活塞操作系統使系統非常可靠的，相對地M249 SAW則有嚴重的卡彈問題。據說，排除一挺M249 SAW的典型卡彈故障所需的時間，足以讓一名海軍陸戰隊隊員排除M27 IAR的卡彈故障並且清空下一具30發彈匣。

### 槍管
M27 IAR採用了在轻机枪方面較為罕見的冷鍛碳鋼自由浮動式槍管，同樣都是繼承自HK416。槍口以上的鳥籠式消焰器能夠安裝所有M16A4步槍可使用的膛口裝置，例如空包彈助退器、槍口帽，以及利用護木前端、裝在槍管上的刺刀座裝上OKC-3S刺刀。

### 槍機
M27 IAR的槍機組件與AR-15／M16系列步槍相似，槍機組與Ｔ型拉機柄採用了分離式設計。因此射擊過程當中，槍機拉柄不會跟隨槍機前後運動。M27 IAR的槍機拉柄為可更換定位鉤方向的設計，可根據射手需要更改成右邊定位。同样地，M27 IAR 也设置了复进助推器，用于协助枪机向前复进及排除故障。

### 槍托
M27 IAR的槍托與M4卡賓槍的4段伸縮式槍托相似，但M27 IAR的槍托為沿用自HK416上的E1/E2伸縮式槍托，而且增加為6段可調，伸縮操作更為順暢。槍托底板設有降低後座力的合成橡膠製緩衝墊，有凹或凸兩種可以選擇，而且可旋轉拆下。M27 IAR的槍托定位栓設計較低輪廓，因此相比M4較不易勾住裝備影響使用。
槍托完全展開時全槍的長度為937.26毫米（36.9英吋），而槍托完全收縮時則為838.2毫米（33英吋）。槍托頂部設有一個圓形槍背帶環，而左右兩側也各設有一個長條形槍背帶環，三個後方的槍背帶環的設置讓使用者有更多按照個人習慣選擇加裝槍背帶的空間。
M27 IAR的槍背帶環可根據需要設置於武器的任意一側，方便左右兩手使用。在槍托內部還有两個圆筒型附件存儲空間，讓使用者在內放置隨槍提供的清槍及維修配件、備用电池或其他小型套件，士兵不需要把步槍和相關配備分開攜帶。

### 快慢機
和M4A1、HK416一樣，M27 IAR的快慢機具有保險、半自動和全自動三個位置兩種發射模式。並使用普通0（保險）-90（半自動）-180度（全自動）雙邊射擊選擇鈕。雙邊射擊選擇鈕位於手槍握把上方，可以由拇指操作，方便左右兩手使用。每個發射模式選擇的位置上都採用了國際通用圖示作為標記。

### 手槍握把
M27 IAR的手槍握把為沿用自HK416上的HK Battle Grip手槍握把。手槍握把採用具有啞光表面處理的聚合物製造，具有一個手指凹槽。中空的手槍握把內部為儲物空間，可以放置備用电池或是備用彈藥。整個手槍握把的人體工程學設計比M16A4步槍／M4卡賓槍所使用的A2型握把更為出色。除了原廠設計的手槍握把以外，亦可以安裝任何種類的AR-15／M16步槍的手槍握把。

### 供彈方式
M27 IAR的供彈具與AR-15／M16系列步槍一樣，為STANAG 4179標準的30發彈匣。彈匣井為喇叭狀設計，讓彈匣更容易插入武器。
M27 IAR可以使用任何STANAG 4179標準的可拆卸式彈匣、100發可拆卸式C-Mag彈鼓（尤其是預計將該槍當作一挺轻机枪使用時）甚至將來可能用上Armatac工業公司生產的150發可拆卸式CL-Mag彈鼓。由於它的角色，50至100發之間的各式大容量彈都曾被測試。M27已經成功使用Armatac SAW-MAG 150發彈鼓進行試射。
改進型STANAG彈匣與棕褐色的防傾斜托彈板比以前使用的綠色托彈板版本更為備受青睞，因為它可以更為容易地插入，而防傾斜托彈板可以承受高全自動射速，而發生故障的機會亦較少。一般而言，步槍兵會攜帶7個30發彈匣，而一名M27 IAR槍手需耍攜帶多達16個，可說是在海軍陸戰隊隊員所有可用的口袋裡都插上了彈匣；而由於其用途和全自動射速，甚至需要攜帶多達21個。
雖然M27 IAR的彈匣插槽可以協助彈匣插入，但卻由於PMAG 30 GEN M2彈匣額骨狀聚合物斜角，導致其不可使用PMAG 30 GEN M2彈匣供彈。由於M27 IAR不能使用美国海军陆战队步兵班內廣泛使用的M16步槍或M4卡賓槍的PMAG 30 GEN M2彈匣供彈，因此海軍陸戰隊更在2012年11月26日宣佈禁止使用聚合物製造的PMAG彈匣，以防止出現可互換性問題。而EMAG彈匣雖然與M27 IAR兼容，但是美國海軍陸戰隊並沒有購置該彈匣。
作為回應，馬格普公司研製了新型PMAG 30 GEN M3彈匣，一款與M27小角度彈匣插槽和AR系列10度傾斜式彈匣插槽兼容的STANAG彈匣（亦可給HK416、SA80和FN SCAR使用），並且開始安排驗證和正式測試的程序。
海軍陸戰隊以M27發射M855A1增強性能彈藥的測試顯示，可靠性問題是由於標準彈匣的供彈問題所導致的，而PMAG 30 GEN M3藉由採用增強性能彈藥的可提高可靠性以後，2016年12月，海軍陸戰隊正式批准使用，因而令發射M855A1彈藥的M27槍手們不再遇到這樣的供彈問題。

### 瞄準具及附件

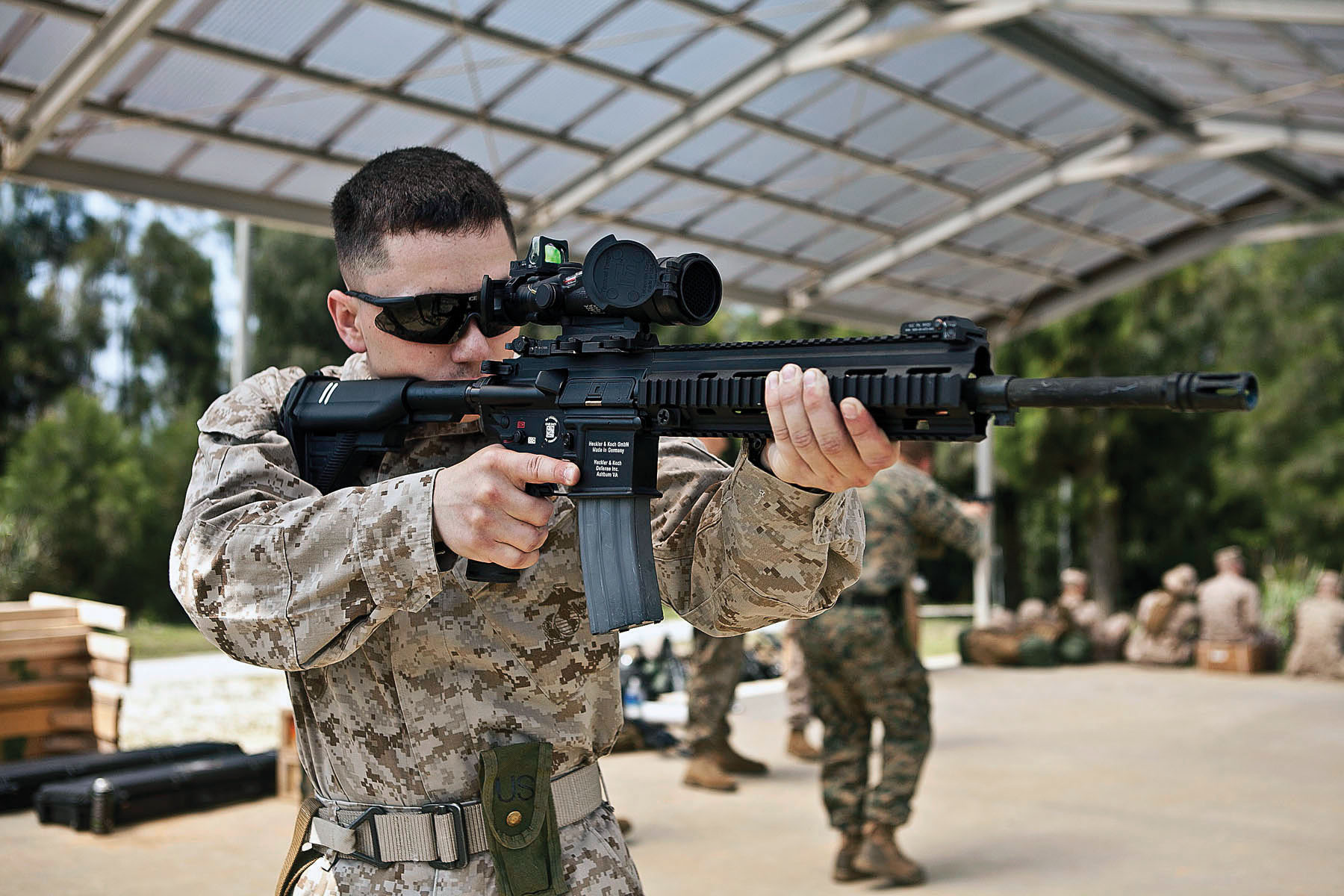
裝上了ACOG TA11SDO班用日間瞄準鏡的HK M27步兵自動步槍的特寫。

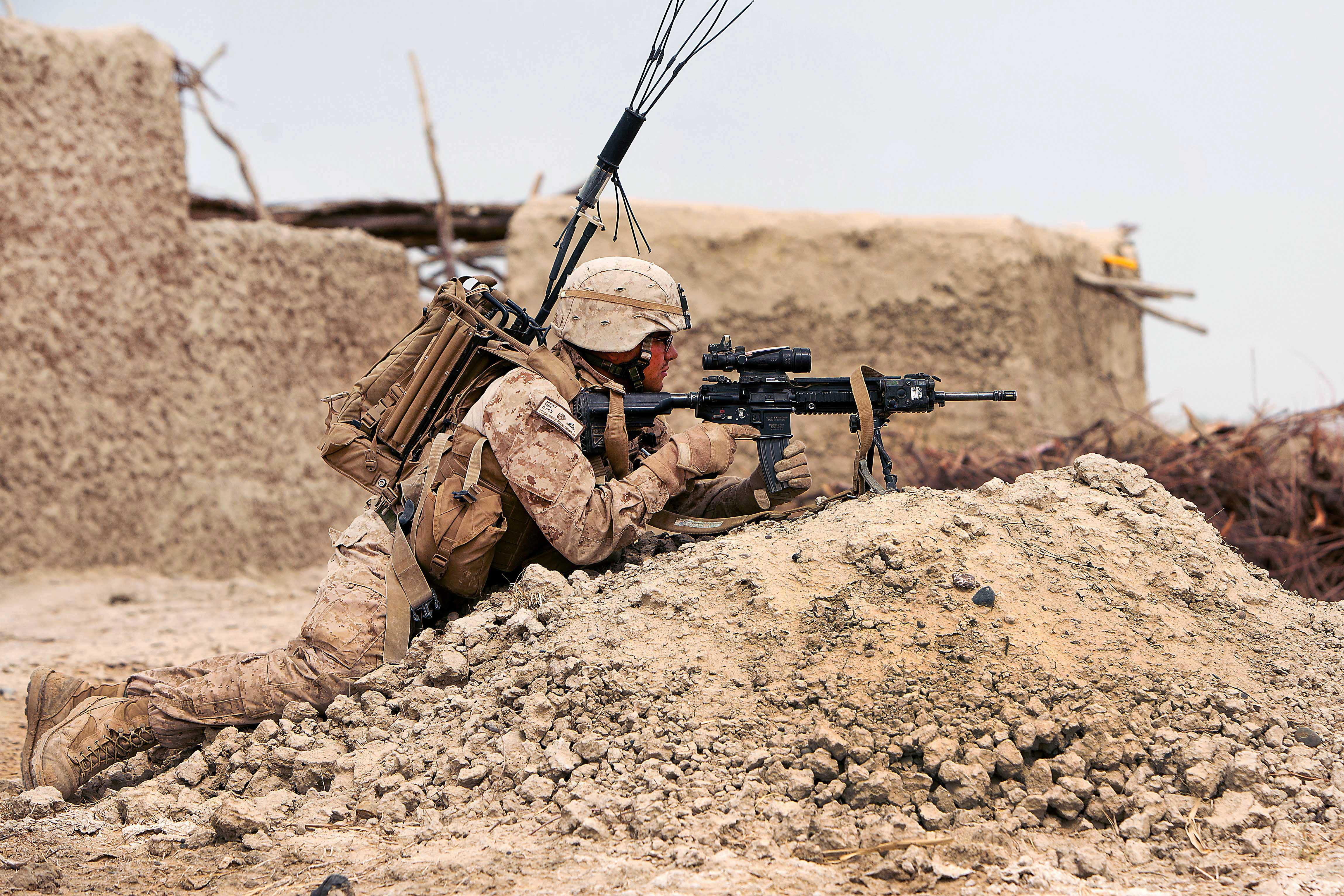
美国海军陆战队自動步槍手使用裝上了槍背帶、哈里斯兩腳架和ACOG棱鏡式瞄準鏡的HK M27步兵自動步槍，攝於2012年阿富汗

M27 IAR在本質上是配備了海軍陸戰隊所需配件的HK416 D16.5RS型。因此與HK416一樣，M27 IAR在機匣及自由浮動式前護木四周設有合共5條MIL-STD-1913戰術導軌，其中4條在前護木上包覆著槍管。不過上機匣與前護木並非採用一體設計，而是兩個不同部件。
原廠配備的KAC後備機械瞄具（照門及準星，預設時為覘孔式照門及柱狀準星）為通過導軌安裝的。使用者可以將其拆卸並改為安裝對應導軌的各類瞄具。機匣頂部整合的戰術導軌長度可以使用串連式安裝光學瞄準具，前後串連式安裝配置模式可以擴大瞄準具附件的加裝應用模式。而前護木兩側及底部則可用於安裝對應導軌的戰術燈、雷射瞄準器（LAM，例如AN/PEQ-16A）、垂直前握把、兩腳架、40毫米榴彈發射器。另外，前槍背帶環由固定式改為安裝在戰術導軌上的可拆卸式槍背帶環。
最初在2009年，美国海军陆战队給M27 IAR使用的標準瞄準鏡是與Trijicon公司簽約、原為M249 SAW所使用的ACOG TA11SDO光學瞄準鏡（SDO，意為：班用日間瞄準鏡），美軍使用的正式編號是SU-258/PVQ。這是一具3.5×35毫米機槍用日間棱鏡式瞄準鏡，搭配裝在其頂部的RMR RM05紅點鏡所組成的光學瞄準組合。
前者通過帶有雙卡箏扳動式拉魯（英語：LaRue）戰術快拆式瞄準鏡座裝在MIL-STD-1913戰術導軌以上，在目鏡口和物鏡口上都裝上了翻起式保護蓋子，並在物鏡口上裝上了蜂巢式防反光網罩（英語：Anti-Reflection Device，簡稱：ARD）。而由於本來是為M249 SAW而製作，這班用日間瞄準鏡可以提供比在M16和M4系列上使用的ACOG TA31RCO（RCO，意為：步槍戰鬥光學瞄準鏡）較小的放大倍率和更長的適眼距。更長的適眼距有助於降低因後座力而造成的眼睛和目鏡距離縮短所導致的接觸傷害風險。後者則通過铝製安裝支架並以螺絲裝在前者尾部目鏡口上的上方，主要是為了在對付100公尺（109.36码，328.08英尺）以內突然出現目標的近距離格鬥作戰或在主瞄準鏡嚴重損壞的緊急情況下作為輔助瞄準用途時使用。
而在2020年，海軍陸戰隊則宣佈會改為採用Trijicon VCOG 1-8×28 1至8倍第一焦鏡準星低倍率可調瞄具（英語：First Focal Plane Low Power Variable Optic）為全新的班用通用瞄具（英語：Squad Common Optic，簡稱SCO）並將應用在M27以上。
此外，M27 IAR還配備了維克斯作戰應用型槍背帶和導軌式背帶接口、AIM曼塔戰術導軌套、哈里斯兩腳架、KAC後備機械瞄具、前握把和刺刀座。M27 IAR初期還曾配備了握把兩腳架系統，但由於實彈測試的初始階段就出現了該前握把折斷的現象，它後來被獨立的前握把和兩腳架所取代。

## M38精確射手步槍
2017年底，海軍陸戰隊開始採用M38精確射手步槍。儘管從2016年開始，某些M27被用作精確射手步槍，M38版本卻配備了與Mk 12特別用途步槍所裝上的同型的Leupold TS-30A2 Mark 4 MR/T 2.5—8×36毫米可變倍率瞄準鏡。M38的命名遵循與M27類似的慣例，以測試步槍的單位美國海軍陸戰隊第3營第8海軍陸戰隊所命名。到了2018年4月，已經完成對三支海軍陸戰隊遠征軍的部署。每支步兵班將部署一名M38的射手，配備瞄準鏡和QDSS消聲器，用以精確打擊600公尺以內的目標。計劃於2018年9月達到全面作戰能力。

## 使用國
- 美国
  - 海军陆战队

## 流行文化

### 电子游戏
- 2011年—：命名為「M27 IAR」，以45發彈匣（聯機模式時可使用改裝：擴充彈匣增至60發）供彈，初始攜彈量為138發，最高攜彈量為230發，預設具有兩腳架，奇怪地使用帶有4個通氣孔的短護木。單人模式之中可於「卡法洛夫」戰役中由美国海军陆战队第一侦察营“盲流1-3”（Misfit 1-3）五人战术小队成員亨利·布莱克本上士（SSgt. Henry "Black" Blackburn）所使用；聯機模式時為「支援兵」（Support）的解鎖武器包武器之一，為美國海軍陸戰隊支援兵預設武器（俄軍支援兵於達到170,000支援兵分時才能解鎖），被歸類為輕机槍，並可以使用全息瞄準鏡、雷射瞄準器、前握把、戰術燈、M145（放大3.4倍）、消焰器、反射式瞄準鏡、消音器、ACOG（放大4倍）、紅外線夜視鏡（紅外線放大1倍）、步槍瞄準鏡（放大6倍）、PKA-S、PK-A（放大3.4倍）、內紅點瞄準鏡、PSO-1（放大4倍）、PKS-07（放大7倍）、擴充彈匣、重型槍管。
- 2012年—：命名為「M27」，改用AXTS（現Radian） RAPTOR-SL拉機柄及Geissele HK SMR護木，載彈量為30發（聯機模式時可使用改裝：延長彈匣增至40發），初始攜彈量為180發（戰役模式）和90發（聯機模式），最高攜彈量為390發（戰役模式）和240發（聯機模式、殭屍模式）。戰役模式之中完成「惨胜」（Pyrrhic Victory）戰役以後解鎖，由美國海軍海豹六隊、美國特勤局、“核心之日”屬下僱傭兵和洛杉磯警察局所使用；聯機模式時於等級31解鎖，並可使用各類配件進行改裝。
- 2013年—：命名為「M27-IAR」，黑色槍身，造型上遺失了快慢機柄、護木以塑料紮帶加固、照門部份缺失並留下了月亮形狀、裝有無法使用的兩腳架、MagPul AFG直角前握把和100發可拆卸式C-Mag彈鼓，以100發彈鼓（聯機模式時可使用改裝：延長彈匣增至150發）供彈，初始攜彈量為100發（聯機模式及滅絕模式），最高攜彈量為400發（戰役模式及滅絕模式）和300發（聯機模式），內置消音器。戰役模式之中由美國精銳部隊「魅影」（Ghosts）成員大衞·“碎甲彈”·沃克（David "Hesh" Walker）所使用；聯機模式時為解鎖武器，可以使用紅點鏡、可變倍率反射式瞄準鏡、ACOG光學瞄準鏡、全息瞄準鏡、熱能探測混合式瞄準鏡、追踪器瞄準鏡、消焰器、消音器、制退器、前握把、槍管下掛式霰彈槍、槍管下掛式榴弹发射器、延長彈匣、射速增加、穿甲彈；滅絕模式時以3,000點取得。
- 2013年—：最早於韓國版2017年6月9日時推出。在遊戲中使用啞黑色槍身和改用馬格普工業公司生產的P-MAG彈匣，並裝上了ACOG光學瞄準鏡、AN/PEQ-16A戰術燈及雷射模組、兩腳架和REDI-MAG彈匣並聯插槽，命名為「HK M27 IAR」。
- 2015年—《戰術小隊》：型號為M27 IAR和M38 SDMR，由美國海軍陸戰隊所使用。
- 2022年—《蔚藍檔案》：各務千尋的固有武器「Backdoor」原型。

### 輕小說
- 2014年—《刀劍神域外傳Gun Gale Online》：由SATOH小隊所使用。

## 資料來源

## 外部連結
- （英文）—DefenseReview.com: U.S. Marine Corps Selects Heckler & Koch Infantry Automatic Rifle (HK IAR) Candidate as Replacement for FN M249 SAW/LMG（页面存档备份，存于）
- （英文）—MarineCorpsTimes.com: Corps chooses H&K to make SAW replacement
- （英文）—Modern Firearms—Heckler-Koch HK M27 IAR Infantry Automatic Rifle（页面存档备份，存于）
- （英文）—The Firearm Blog.com—
  - M27 Infantry Automatic Rifle（页面存档备份，存于）
  - M27 IAR will be fielded in November（页面存档备份，存于）
  - Marines consider replacing SAW with IAR（页面存档备份，存于）
  - Unboxing the M27 IAR（页面存档备份，存于）
  - M27 Infantry Automatic Rifle（页面存档备份，存于）
  - USMC to replace M249 SAW with M27 IAR（页面存档备份，存于）
  - Some Marine battalions allegedly ban the PMAG（页面存档备份，存于）
  - First M27 IAR Afganistan Photos（页面存档备份，存于）
  - M27 First Impressions（页面存档备份，存于）
  - M27 DM role, front sights ditched, and other Marine Corps News（页面存档备份，存于）
- （英文）—The Truth About Guns.com—
  - Are The Marines Done with Suppressing Fire?（页面存档备份，存于）
  - HK Scores $23.6m for M27 USMC IAR (Infantry Automatic Rifle)（页面存档备份，存于）
  - Officially Official: Marines Replace M249 SAW with M27 IAR（页面存档备份，存于）
  - Marines Prepare to Field Test H&K M27 IAR（页面存档备份，存于）
- （英文）—Tactical-Life.com—
  - FNH USA and Colt Defense out, testing to continue on the close-bolt H&K IAR 5.56mm.Archive.today的存檔，存档日期2013-04-28
  - IAR M27 (infantry automatic rifle) is Afghan-bound with five battalions.Archive.today的存檔，存档日期2013-04-28
  - Infantry Automatic Rifle ‘could’ Replace all SAWs.Archive.today的存檔，存档日期2013-04-28
  - Marine Corps may order 4,100 Heckler & Koch 5.56 IARs, reduce number of SAWs.Archive.today的存檔，存档日期2013-04-28
  - USMC exercises Infantry Automatic Rifle full-rate production delivery order to HK (video).（页面存档备份，存于）
  - USMC M27 INFANTRY AUTOMATIC RIFLE (video)（页面存档备份，存于）
  - USMC exercises Infantry Automatic Rifle full-rate production delivery order to HK (video).（页面存档备份，存于）
- （简体中文）—新猎军事网—美国IAR“步兵自动步枪”计划
- （简体中文）—美国海军陆战队选择HK-IAR取代M249机枪
- （简体中文）—D Boy Gun World（槍炮世界）—M27（HK IAR）（页面存档备份，存于）